# Pirataria nas Ilhas Canárias

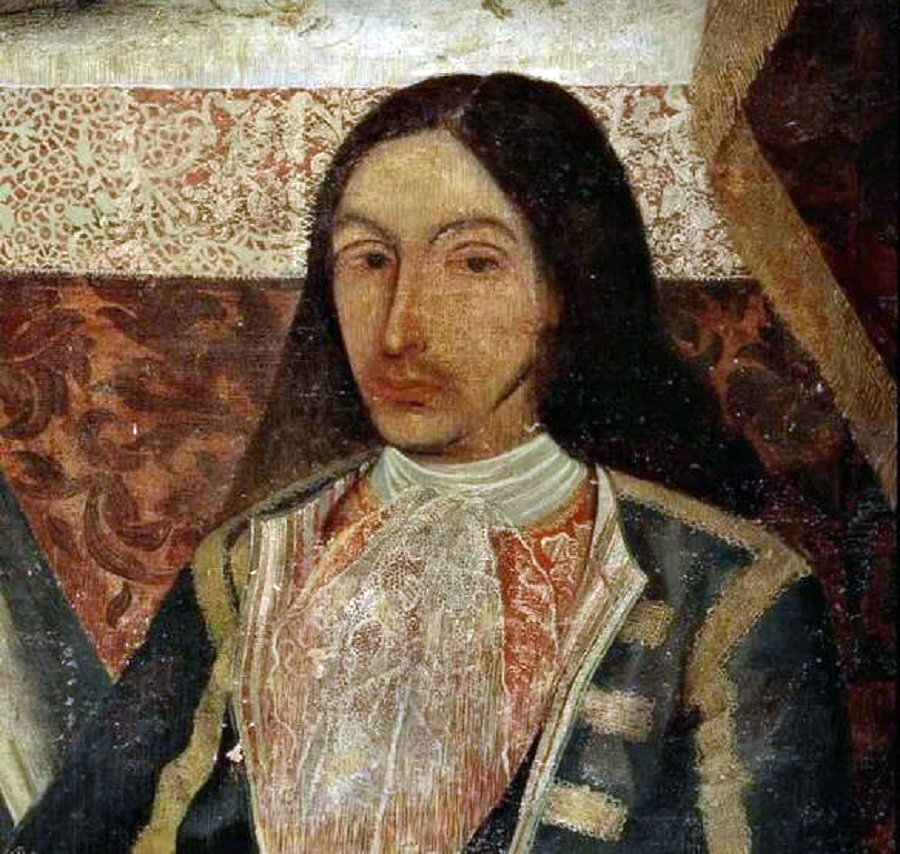
Amaro Pargo, corsário canário nascido em San Cristóbal de La Laguna (Tenerife).

A pirataria nas Ilhas Canárias desenvolve-se devido à situação estratégica do arquipélago canário como ponte comercial entre a Europa, África e a América e encruzilhada de rotas marítimas.

## Os inícios da Pirataria nas Canárias
O auge da pirataria veio junto à descoberta e a posterior exploração da América e aos conflitos entre as grandes potências. Ainda que os piratas, em teoria, estivesse fora do controle e do amparo de qualquer nação, estas se aproveitavam, e inclusive chegavam a os apoiar, sempre que as vítimas fossem os seus mais acérrimos inimigos, de modo que às vezes podia-se confundir um pirata e um corsário. As ilhas Canárias e as Açores converteram-se em lugares estratégicos nas rotas marítimas da Europa, América e Ásia (na rota para o Oceano Índico bordando a África). Os preciosos tesouros e espécies da nova terra descoberta eram um grande espólio para os piratas. Como estes tesouros americanos aportavam nas ilhas Canárias ou nas ilhas dos Açores em seu rumo para a Europa, a pirataria não demorou em emergir nos mares próximos às ilhas. Esta situação estratégica também fez com que os navios que iam para a América passassem pelas ilhas para abastecer-se de água e alimentos e no caminho atacassem alguma população costeira.
Nas Canárias actuaram piratas de todas as nacionalidades, mas principalmente ingleses, franceses, berberes e dos Países Baixos.

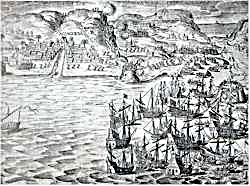
Representação do ataque do almirante holandês Pieter van der Does a Las Palmas de Grande Canária (1599).

Desde os primeiros anos de conquista produziram-se ataques que visavam o saque e a captura de indígenas guanches para serem escravos. Os berberes actuavam arrasando os povoados que existiam em represália pelas cavalgadas que se faziam no norte de África. No século XVI, sob o reinado de Carlos I, o território chegou à sua máxima extensão com os territórios europeus e americanos. Motivados pela rivalidade espanhola com a França, os primeiros piratas que actuaram nas Canárias durante o seu reinado foram franceses que não se contentavam com os barcos, mas também entravam nos povoados costeiros e os arrasavam. O saque era habitual nestes primeiros piratas. No entanto, durante o reinado do seu filho, Felipe II, principalmente depois da morte da sua esposa Maria Tudor de Inglaterra, os piratas ingleses começaram a açoitar as costas canárias em consequência da grande rivalidade hispano-inglesa. Nos anos finais do século XVI somar-se-iam a esta actividade os holandeses.
No século XVII, a pirataria nas Canárias intensificou-se, em grande parte pelo debilitamento do Império Espanhol e às numerosas guerras com a França e Flandres. A insegurança, não só para navegar pelas ilhas, mas também da vida dos islenhos diante dos ataques piratas, fez que se criasse a figura do Capitão Geral com funções tanto militares como políticas. Chegaram às Canárias uma série de engenheiros para dotar de torres e castelos às costas canárias para lidar com os ataques de piratas e de outras forças inimigas dos espanhóis. Entre estas torres defensivas ou castelos destacam: as de San Andrés, San Cristóbal, Garachico, San Felipe e o Castelo Negro em Tenerife; em La Palma o Castelo de Santa Catalina; na Grande Canária os de Gando e San Pedro; em Fuerteventura o Castelo de Cotillo e o de Castelo de Fuste; e a Torre da Águia, em Lanzarote.
No século XVIII, os ataques ingleses multiplicaram-se. Não apenas com o propósito de obter tesouros e fazer saques, também com a intenção de invadir e ocupar as ilhas. Muitos destes ataques foram repelidos nas cidades mais importantes, porém nas ilhas menores estes piratas tiveram sucesso devido à debilidade defensiva das populações.
Durante esta época também surgiram corsários e piratas canários geralmente vinculados ao comércio atlântico com a América, os quais saqueavam os navios britânicos, franceses e holandeses que encontravam em águas canárias e ao longo da rota para o Caribe. O mais destacado corsário canário foi o tenerifenho Amaro Pargo, a quem o monarca Felipe V de Espanha beneficiou frequentemente em suas incursões comerciais e corsárias: outorgou-lhe uma Real Ordem dada no Palácio Real d'O Pardo de Madri em setembro de 1714 no que o nomeia capitão de um navio comercial com destino a Caracas. O próprio monarca intercedeu também na libertação de Amaro durante sua detenção pela Casa de Contratação de Cádis e autorizou-o a construir um navio com destino a Campeche, o qual estava armado em corso.

## Declínio da pirataria nas Canárias

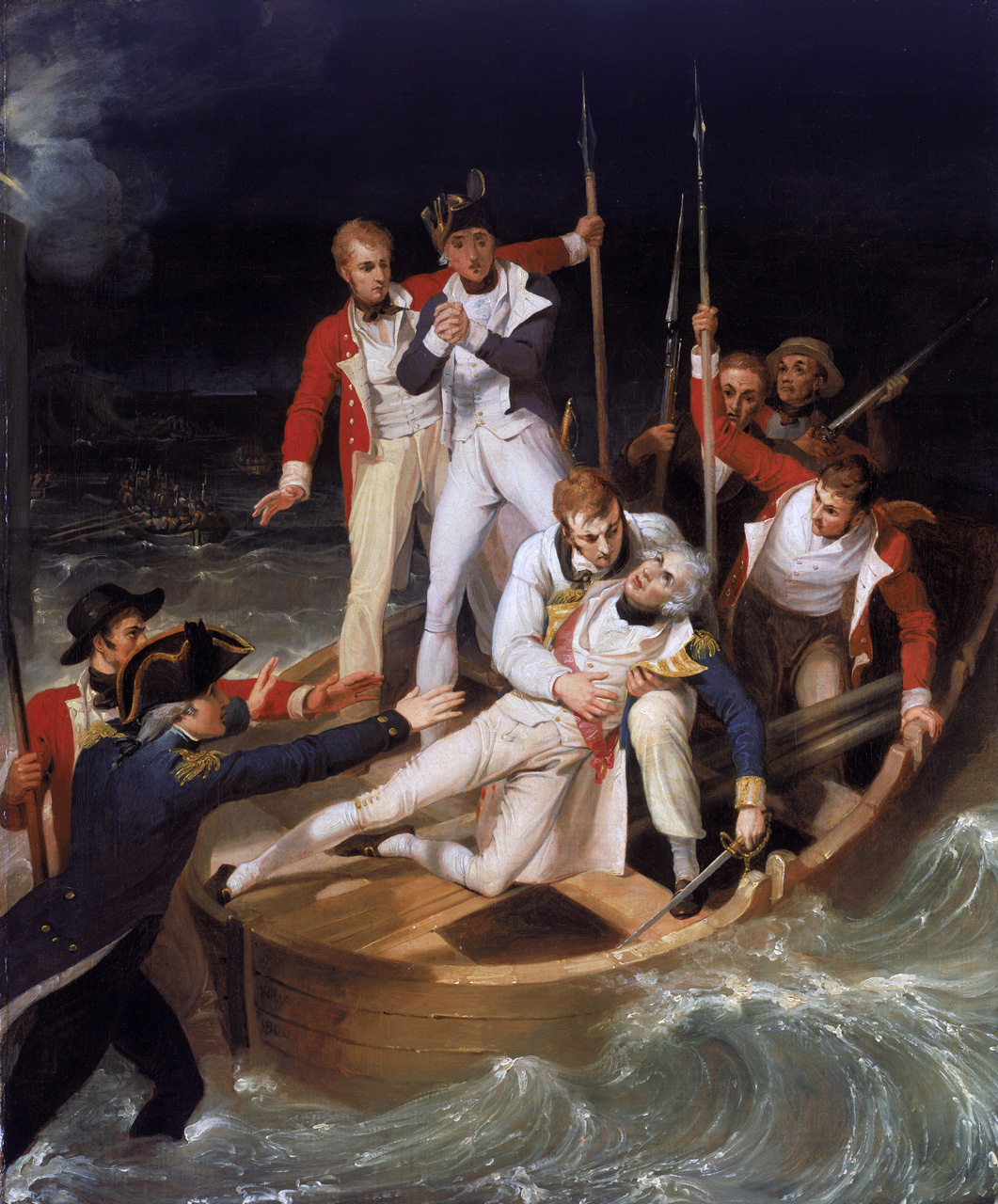
Horatio Nelson ferido durante a Batalha de Santa Cruz de Tenerife. Óleo de Richard Westall.

Além de uma melhor defesa das Canárias, um facto memorável para estas terras foi o que fez que a pirataria decrescer nas ilhas de forma substancial. Este facto foi o fracassado ataque de Horatio Nelson em 1797 a Santa Cruz de Tenerife.
A finalidade de muitos dos ataques de piratas ingleses era a de apoderar das ilhas em nome de Inglaterra ao invés de fazer saques. Finalmente prescindiu-se dos piratas ou corsários e um almirante inglês aparece com a sua frota a 25 de julho de 1797 em frente à costa de Santa Cruz de Tenerife. Ao ataque opõem-lhe resistência as tropas espanholas, sob o comando do general Antonio Gutiérrez de Otero, e um destacamento francês que se encontrava na ilha. No confronto Nelson perde um braço ao ser atingido por uma bala de canhão, e vendo-se sobrecarregado pela imprevista marcha da batalha, tem que capitular. Já em terra assina uma paz, na qual compromete-se a não tentar se apoderar das Canárias.
A maior defesa das ilhas, junto ao declínio da pirataria, faz que aos poucos as populações e capitais estabeleçam-se na costa, ganhando em importância e desenvolvimento com respeito às do interior.

## Piratas e corsários que actuaram nas Canárias
As Canárias sofreram frequentes saques piráticos de diversas potências inimigas da Coroa Espanhola. Entre os que destacam:
- Franceses:
  - Jean Fleury, acompanhado por Daniel Blanga (também conhecido como Juan Florín) em 1522.
  - François le Clerc ou Pé de pau saqueou e incendiou Santa Cruz de la Palma em 1553.
  - Durand de Villegaignon atacou a Santa Cruz de La Palma em 1554, mas desta vez o ataque foi repelido.
  - Jacques de Sores atacou a La Palma em 1570.
  - Jean Capdeville arrasou San Sebastián de la Gomera em 1571.

- Ingleses:
  - John Poole.

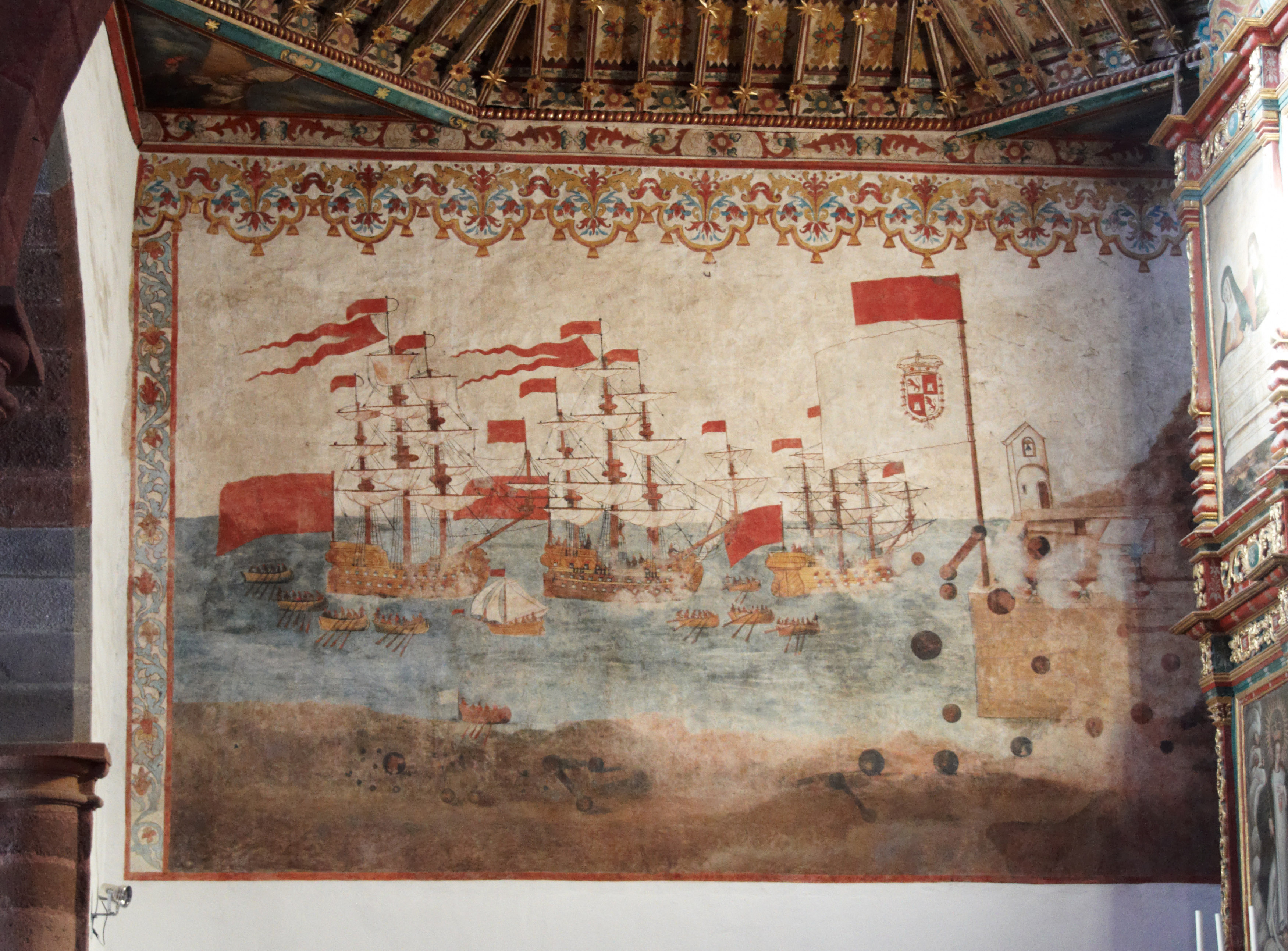
Mural que representa o ataque de Charles Windon a San Sebastián de la Gomera (1743). Igreja da Assunção de San Sebastián de La Gomera.

  - Francis Drake fracassou ao atacar Santa Cruz de la Palma em 1585. Igualmente fracassou no ataque a Las Palmas da Grande Canária e quis ressarcir-se atacando um pouco mais ao sul da ilha, em Arguineguín, mas foi surpreendido e teve que fugir com numerosas baixas.
  - John Hawkins (conhecido nas Canárias como Aquines, pela castelhanização do seu sobrenome) manteve relações mercantis com alguns proprietários das ilhas, embora também tenha atacado povoados junto com Francis Drake.
  - William Harper atacou a Lanzarote e Fuerteventura em 1593.
  - Walter Raleigh fez ataques a Tenerife e Fuerteventura em 1595, a Arrecife em 1616.
  - John Jennings atacou a Santa Cruz de Tenerife em 1706, que foi repelido.
  - Woodes Rogers fracassou no ataque a Santa Cruz de Tenerife em 1708.
  - Charles Windon atacou a San Sebastián de La Gomera em 1743 e La Palma.
  - George de Cumberland e Berkley desembarcou no Porto de Naus (El Hierro) em 1762.
- Neerlandeses:
  - Pieter van der Does não conseguiu invadir e incendiar San Sebastián de La Gomera, mas teve sucesso no saque e incêndio das Las Palmas de Grande Canária em 1599.
- Berberes (argelinos, tunisianos, turcos...):
  - Xabán Arraez, em 1593 saqueou Betancuria em Fuerteventura.
  - Dogalí, apelidado de Turquillo, ocupou Arrecife (Lanzarote) em 1571, saqueando, incendiando e capturando um grande número de islenhos.
  - Morato Arrais atacou Lanzarote em 1586, chegou até Teguise, saqueando-a e tomando muitos cativos.
  - Tabac Arraez e Solimán saquearam Teguise e também atacaram San Sebastián de La Gomera em 1618.

## Piratas e corsários de origem canária

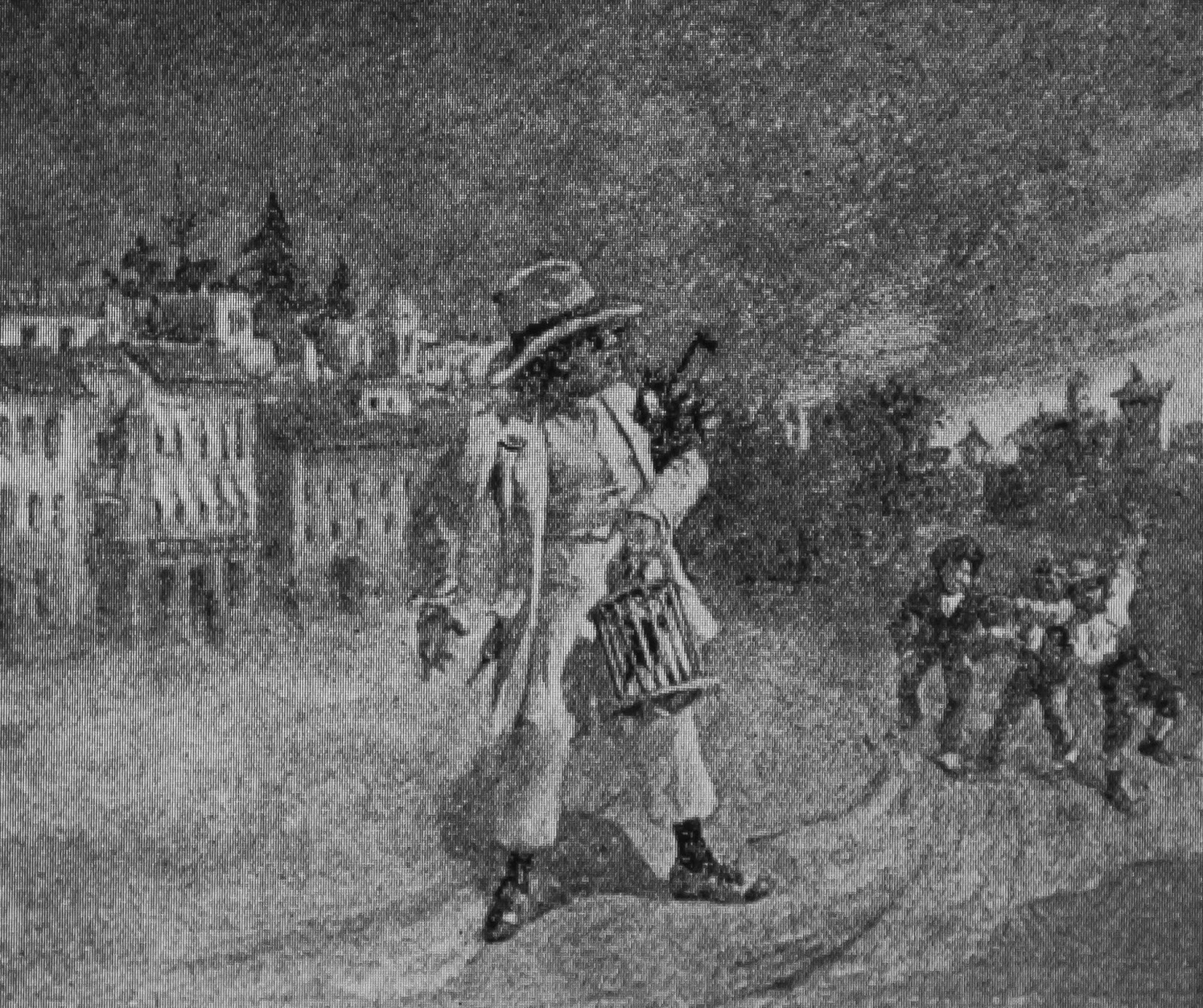
Ilustração do pirata Cabeza de Perro (1897).

Entre os corsários e piratas nascidos no arquipélago destacam:
- Amaro Pargo. Nascido em San Cristóbal de La Laguna (Tenerife), seu verdadeiro nome era Amaro Rodríguez Felipe e Tejera Machado, é o corsário canário mais famoso. Em sua época chegou a ter a mesma reputação e popularidade que Barbanegra ou Francis Drake.[7]
- Cabeza de Perro. Seu verdadeiro nome era Ángel García, nasceu em Igueste de San Andrés (Tenerife). Este pirata foi um grande saqueador de navios, morreu executado em Santa Cruz de Tenerife.[8]
- Simón Romero (século XVII). Mais conhecido como Ali Arraez, nascido em Las Palmas da Grande Canária (Grande Canária). Capturado enquanto saqueava na sua juventude, vendido em Argel e dedicado ao corso. Comprou a sua liberdade e ascendeu ao posto de Almirante da Armada Argelina, obtendo um importante estatuto. Famoso pela sua dupla personalidade, já que, apesar de ser um renegado que acossava as costas canárias (ainda que não se limitasse somente a elas), também ajudava aos cativos (principalmente canários) a conseguir a sua liberdade ou, ao menos, a sobrelevar a sua escravatura.[9]